# Арден, Роберт
Роберт Арден (англ. Robert Arden; 11 декабря 1922 — 25 марта 2004) — британский актёр кино и телевидения.
Родился в Лондоне. Первой запоминающейся работой актёра стала роль Гая Ван Страттена в фильме «Мистер Аркадин», режиссёра Орсона Уэллса. Арден познакомился С Уэллсом во время работы над радиопостановкой «Приключения Гарри Лайма». Впоследствии критики негативно отнеслись к актёрской игре Ардена.
В дальнейшем Арден снимался в кино и на телевидении главным образом, как характерный актёр. Умер Роберт Арден 25 марта 2004 года в Лондоне.

## Избранная фильмография
- «Две тысячи женщин» (1944)
- «Мистер Аркадин» (1955)
- «Джо Макбет» (1955)
- «Король в Нью-Йорке» (1957)
- «Никогда не бери сладости у незнакомых» (1960)
- «Смертельные барабаны вдоль реки» (1963)
- «Омен 3: Последняя битва» (1981)
- «Человек-кондор» (1981)